# ウィリアム・A・フレイカー
ウィリアム・A・フレイカー（William A. Fraker, 1923年9月29日 - 2010年5月31日）は、アメリカ合衆国カリフォルニア州ロサンゼルス出身の撮影監督・映画監督。アカデミー撮影賞に5度ノミネートされたが、受賞には至らなかった。撮影だけでなく何本かの映画・テレビを監督している。

## 主な作品
撮影
- 女狐 The Fox (1967)
- ローズマリーの赤ちゃん Rosemary's Baby (1968)
- ブリット Bullitt (1968)
- ペンチャー・ワゴン Paint Your Wagon (1969)
- イルカの日 The Day of the Dolphin (1973)
- エクソシスト2 Exorcist II: The Heretic (1977)
- ミスター・グッドバーを探して Looking for Mr. Goodbar (1977)　アカデミー撮影賞ノミネート
- 天国から来たチャンピオン Heaven Can Wait (1978)　アカデミー撮影賞ノミネート
- 1941 1941 (1979)　アカデミー撮影賞ノミネート
- シャーキーズ・マシーン Sharky's Machine (1981)
- ウォー・ゲーム WarGames (1983) アカデミー撮影賞ノミネート
- ペーパー・ファミリー Irreconcilable Differences (1984)
- マーフィのロマンス Murphy's Romance (1985)　アカデミー撮影賞ノミネート
- スペースキャンプ SpaceCamp (1986)
- 赤ちゃんはトップレディがお好き Baby Boom (1987)
- イノセントマン/仕組まれた罠 An Innocent Man (1989)
- ドン・サバティーニ The Freshman (1990)
- 透明人間 Memoirs of an Invisible Man (1992)
- ハネムーン・イン・ベガス Honeymoon in Vegas (1992)
- トゥームストーン Tombstone (1993)
- ストリートファイター Street Fighter (1994)
- 花嫁のパパ2 Father of the Bride Part II (1995)
- D.N.A./ドクター・モローの島 The Island of Dr. Moreau (1996)
- ベガス・バケーション Vegas Vacation (1997)
- 英雄の条件 Rules of Engagement (2000)
- フォルテ Town & Country (2001)

監督
- モンテ・ウォルシュ Monte Walsh (1970)
- 恐怖の影 A Reflection of Fear (1972)
- ローン・レンジャー The Legend of the Lone Ranger (1981)
- JJスターバック J.J. Starbuck (1987) テレビドラマ
- ワイズ・ガイ/潜入捜査官 Wiseguy (1988 - 1990) テレビドラマ
- B.L.ストライカー B.L. Stryker (1989) テレビドラマ
- 超音速ヒーロー ザ・フラッシュ The Flash (1990) テレビドラマ